# Corbisbe
Corbisbe és un títol religiós de l'alta edat mitjana a Geòrgia. Corresponia als bisbes auxiliars de les zones rurals que tenien per funció ajudar els bisbes de les ciutats episcopals als quals estaven subordinats, per administrar les poblacions rurals.
El 787 l'eristavi Grigol de Kakhètia va agafar aquest títol per eludir agafar el de príncep o rei, en contra de Juansxer de Kakhètia, però fou de facto un rei. Aquesta situació es va perllongar amb els seus successors i va durar fins al 1029.